# Cons-la-Grandville
Cons-la-Grandville är en kommun i departementet Meurthe-et-Moselle i regionen Grand Est (tidigare regionen Lorraine) i nordöstra Frankrike. Kommunen ligger i kantonen Longuyon som tillhör arrondissementet Briey. År 2022 hade Cons-la-Grandville 525 invånare.

## Befolkningsutveckling
Antalet invånare i kommunen Cons-la-Grandville
| Referens: INSEE |